# François Bédarida
Pour les articles homonymes, voir Bédarida.
François Bédarida, né le 14 mars 1926 à Lyon et mort le 16 septembre 2001 à Fontaine-le-Port, est un historien français.
Ses travaux portent essentiellement sur la société britannique d'époque victorienne et sur le XXe siècle français.

## Biographie

### Famille
François Bédarida était issu d'un milieu intellectuel. Son père Henri Bédarida, était italianiste et professeur à la Sorbonne. Il fit ses études secondaires au lycée Montaigne, lycée Henri-IV puis au lycée Louis-le-Grand (hypokhâgne et khâgne).

### La Résistance
Pendant l'Occupation, son père hébergea le prêtre Pierre Chaillet. François Bédarida participa activement à la Résistance en s'engageant au sein du mouvement Témoignage chrétien, où il rencontra sa future épouse, Renée Bédarida.

### Carrière universitaire
Entré à l'École normale supérieure en 1946 et agrégé d'histoire en 1949, après une courte expérience dans l'enseignement secondaire au lycée Thiers de Marseille, François Bédarida partit pour Londres, où il fut d'abord chercheur à l'Institut français du Royaume-Uni (1950-1956).
De retour en France, il devint attaché de recherche au CNRS (1956-1959). Il devint ensuite assistant à la Sorbonne pendant cinq ans, avant d'être nommé directeur de la Maison française d'Oxford en 1966.
Il est maître de conférences à l'Institut d'études politiques de Paris de 1971 à 1978.
Il est également le fondateur et le premier directeur de l'Institut d'histoire du temps présent, de 1978 à 1990, et secrétaire général du Comité international des sciences historiques, de 1990 à 2000.

## Historien de l'Angleterre victorienne et du régime de Vichy
François Bédarida se consacra d'abord à l'histoire de l'Angleterre victorienne.
Puis, à partir des années 1970, il entreprit de revisiter l’histoire du régime de Vichy et de sa « philosophie politique foncièrement antidémocratique », contribuant ainsi, à côté de l’historien américain Robert Paxton et de quelques autres, à faire apparaître ce que fut l’action propre du régime de Pétain, sa nature et son idéologie. Pendant près de trente ans, Vichy avait été incorrectement représenté comme un simple agent auxiliaire de l'Allemagne nazie. Il énonce notamment les deux responsabilités de l'historien quant à l'étude de cette période, c'est-à-dire d'une part perpétuer l'histoire de la Résistance, et d'autre part rétablir la vérité pour éviter de créer des mythes (responsabilité scientifique).
Ses études sur cette période de l'histoire de France l'ont entraîné à mettre en avant la responsabilité sociale et scientifique de l'historien.

## Publications
- La Grande-Bretagne - L'Angleterre triomphante (1832-1914), Hatier, coll. « Histoire Contemporaine », Paris, 1974, 224 p.
- La stratégie secrète de la « drôle de guerre » : le Conseil suprême interallié, septembre 1939-avril 1940, Paris, Presses de la Fondation nationale des sciences politiques / Éditions du CNRS, 1979, 573 p. (ISBN 2-7246-0428-8 et 2-222-02535-4, présentation en ligne), [présentation en ligne], [présentation en ligne].
- La Politique nazie d'extermination, Albin Michel, Paris, 1989.
- La Société anglaise du milieu du XIXe siècle à nos jours (1851-1975), Seuil, Paris, 1990.
- Le Nazisme et le génocide – Histoire et enjeux, Nathan, Paris, 1991.
- Le Nazisme et le génocide – Histoire et témoignage, Pocket, Paris, 1992.
- La France des années noires, sous la direction de Jean Pierre Azéma et François Bédarida, Seuil, Paris, 1993.
- L'Histoire et le métier d'historien en France 1945-1995, Éditions de la Maison des sciences de l'homme, Paris, 1995.
- Churchill, Fayard, Paris, 1999, 571 p.
- Histoire, critique et responsabilité, IHTP-CNRS/Complexe, coll. « Histoire du temps présent », Paris/Bruxelles, 2003, 358 p.
- Préface du livre Les Témoins de Jéhovah face à Hitler de l'auteur Guy Canonici Éditions Albin Michel S.A. 1998.

## Distinctions

### Décorations
- Chevalier de la Légion d'honneur[Quand ?]
- Officier de l'ordre national du Mérite (1999)[4]

### Récompenses
- Prix Mémoire de la Shoah 1992[5]
- Prix de la Fondation Pierre-Lafue 2000

### Sources
- Les papiers personnels de François Bédarida sont conservés aux Archives nationales, site de Pierrefitte-sur-Seine, sous la cote 673AP : inventaire du fonds.